# Cattedrale di Boac
La Cattedrale di Boac, nota anche come cattedrale dell'Immacolata Concezione, (in filippino: Katedral ng Kalinis-linisang Paglilihi) è una chiesa cattolica sita nella municipalità di Boac, in Marinduque, Filippine, ed è la cattedrale della diocesi di Boac.